# Krombach (Amstelbach)
Der Krombach (niederländisch Crombacherbeek) ist ein linker Zufluss des Amstelbachs zwischen dem Aachener Stadtteil Horbach und dem Kerkrader Stadtteil Gracht. Der Bach bildet einen kurzen Teil der deutsch-niederländischen Grenze.
Der Bach entspringt auf der niederländischen Seite. Die Quelle ist verschlossen und tritt über ein mehrere Meter entferntes Rohr aus dem Boden aus.
Nach dem Fluss ist der Crombacherhof in Kerkrade benannt.